# No Name Key
No Name Key ist eine Insel der Florida Keys. Sie gehört zum Monroe County im US-Bundesstaat Florida.
Die Fläche der Insel beträgt 4,04 km², bei einer Länge von 4,8 Kilometern und einer maximalen Breite von 1,8 Kilometern. Sie wird von etwa 45 Hausbesitzern bewohnt.
Die Insel hat den Status „Area of Critical State Concern“. Die Nutzung von Land und Ressourcen bedarf damit besonderer Genehmigung durch die staatliche Verwaltung. Dieser Status dient dem Schutz der Natur und der Landschaft. Er verhindert die Genehmigung umfangreicher Projekte zum Ausbau der Infrastruktur.

## Geschichte
Der Name „No Name“ für die Insel erscheint bereits 1849 in einer Reisebeschreibung von F. H. Gerdes.
1927 wurde eine Holzbrücke von Big Pine Key nach No Name Key gebaut. Die Insel war damit der Beginn der State Road 4A, die von hier aus die westlichen Inseln der Florida Keys bis nach Key West erschloss. An der östlichen Seite von No Name befand sich eine Autofähre zum Festland von Florida. Am Fähr-Terminal wurde ein Hotel unter dem Namen “No Name Lodge” betrieben.
1948 wurde die Holzbrücke durch einen Sturm zerstört. Die Verkehrsverbindung zwischen den Florida Keys und dem Festland wurde daraufhin an No Name Key vorbei direkt von Big Pine Key nach Osten geführt. Die No Name Lodge und die Verbindungsstraße quer über die Insel wurden dem Verfall preisgegeben.
1967 wurde die Brücke nach Big Pine Key in Beton erneut gebaut.
1982 wurden auf Veranlassung des Florida Department of Environment Protection die Seebrücke der Fährverbindung und die damit verbundene Küstenbefestigung abgetragen.